# Save Cup 2012 - Doppio
Valentina Ivachnenko e Marina Mel'nikova erano le detentrici del titolo, ma Ivachnenko quest'anno non ha partecipato.
Melnikova ha fatto coppia con Sofia Shapatava, ma ha perso nei quarti di finale contro Réka-Luca Jani e Teodora Mirčić.
Il doppio del torneo di tennis Save Cup 2012, facente parte della categoria ITF Women's Circuit, ha avuto come vincitrici Mailen Auroux e María Irigoyen che hanno battuto in finale Jani e Mirčić 5–7, 6–4, [10–8].

## Teste di serie
1. Inés Ferrer Suárez /  Richèl Hogenkamp (primo turno)
2. Mailen Auroux /  María Irigoyen (Campionesse)

1. Séverine Beltrame /  Laura Thorpe (Semifinali, ritiro)
2. Julia Cohen /  Malou Ejdesgaard (primo turno)

## Tabellone

### Legenda
| - Q = Qualificato - WC = Wild card - LL = Lucky loser | - ALT = Alternate - SE = Special Exempt - PR = Protected Ranking | - w/o = Walkover - r = Ritirato - d = Squalificato |